# Wajid Khan
Wajid Khan, baron Khan of Burnley (ur. 15 października 1979 w Burnley) – brytyjski polityk i nauczyciel akademicki, działacz Partii Pracy, poseł do Parlamentu Europejskiego VIII kadencji, par dożywotni.

## Życiorys
Studiował prawo na Uniwersytecie Centralnego Lancashire, uzyskał magisterium z zakresu prawa europejskiego. Podjął pracę jako nauczyciel akademicki na macierzystej uczelni. Zaangażował się w działalność polityczną w ramach Partii Pracy. Został radnym w Burnley i członkiem miejskiej egzekutywy.
W wyborach w 2014 bez powodzenia kandydował do Europarlamentu. Mandat eurodeputowanego objął jednak w czerwcu 2017 w miejsce Afzala Khana. W PE dołączył do grupy Postępowego Sojuszu Socjalistów i Demokratów. Eurodeputowanym był do końca kadencji w 2019.
W 2020 ogłoszono jego nominację na barona, jako par dożywotni zasiadł w Izbie Lordów.